# Franz Spohn
Franz Spohn (* 24. Juli 1776 in Koblenz; † 13. Januar 1806 in Brünn) war Korporal im 36. Infanterieregiment in der französischen Armee unter Napoléon I.

## Leben

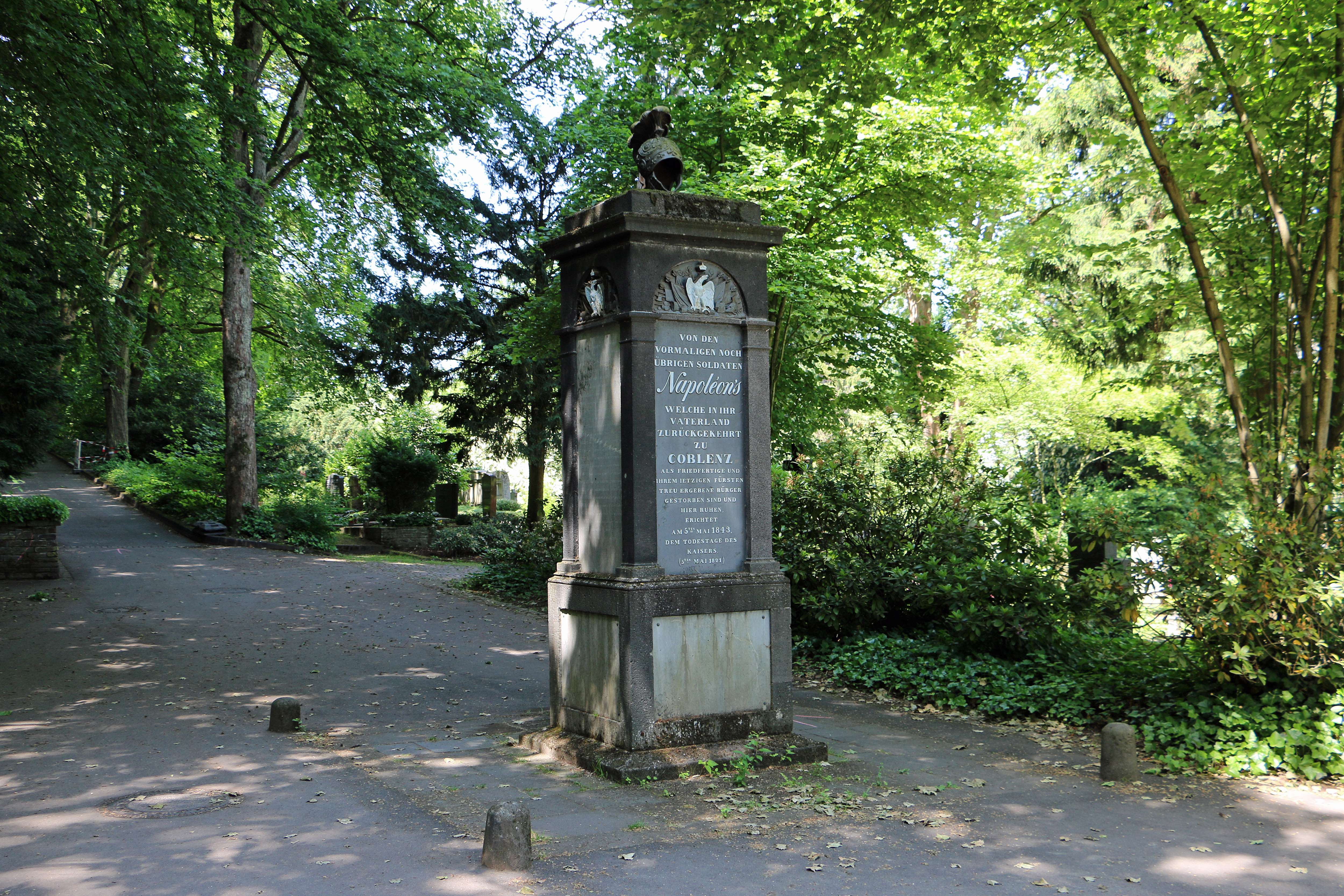
Denkmal für die deutschen Veteranen der Armee Napoleons auf dem Hauptfriedhof Koblenz

Franz Spohn wurde am 24. Juli 1776 in Koblenz geboren und erlag am 13. Januar 1806 in Brünn seinen 13 Hieb- und Stichwunden. Er war ausgebildeter Zimmerer, diente aber freiwillig im 36. Infanterieregiment der französischen Armee. Seine Frau war Elisabeth Spohn (geborene Brohl). Diese gebar ihm zwei Söhne und eine Tochter. Der eine Sohn hieß Jacob Napoléon Spohn, die Tochter Magarethe Napoléon Spohn. Der Name des dritten Sohns ist unbekannt. Alle trugen den Namen Napoléon, weil Napoléon I. alle Kinder der bei der Schlacht von Austerlitz Gefallenen adoptierte.

## Legende
Angeblich ritt Napoléon im Vorfeld der Schlacht bei Austerlitz zu einem Wachposten, um sich die Lage anzusehen. Dort erkannte er, dass die Truppen sich näherten, und Korporal Spohn kam ihm entgegengeritten und eröffnete Napoléon diese Nachricht erneut. Spohn schlug vor, die Kleidung zu tauschen, und Napoléon nahm an. Sie tauschten Hut und Mantel. Während Napoléon in den Wald floh, ritt Korporal Spohn den Kosaken entgegen. Diese fassten ihn und erkannten, dass er nicht der echte Napoléon war. Sie schlugen ihn nieder.
Diese Legende wird von einem Nachfahren bestätigt. Jedoch findet sich in keiner Quelle ein Hinweis darauf, dass Napoléon I. bei der Schlacht von Austerlitz je in Bedrängnis gekommen sei.
Allerdings bezogen die Nachfahren Spohns 127 Jahre lang eine beträchtliche Rente.